# Grand Prix La Marseillaise 2014
La 35e édition du Grand Prix La Marseillaise a eu lieu le 2 février 2014. La course fait partie du calendrier UCI Europe Tour 2014 en catégorie 1.1. C'est également la première épreuve de la Coupe de France de cyclisme sur route 2014 et une des deux premières l'UCI Europe Tour 2014.
La course a été remportée par le Belge Kenneth Vanbilsen (Topsport Vlaanderen-Baloise) lors d'un sprint massif devant son compatriote Baptiste Planckaert (Roubaix Lille Métropole) et le Français Samuel Dumoulin (AG2R La Mondiale),,,.
Le Français Brice Feillu (Bretagne-Séché Environnement) remporte le classement annexe de meilleur grimpeur de cette édition.
Planckaert prend la tête de la Coupe de France devant Dumoulin alors que la formation Roubaix Lille Métropole avec trois coureurs dans les seize premiers de l'épreuve s'empare du commandement du classement par équipes. Le Français Romain Bardet devient le leader du classement du meilleur jeune,.

## Présentation
Cette édition du Grand Prix d'ouverture La Marseillaise est la première épreuve de l'UCI Europe Tour 2014 qui a lieu en même temps que le Grand Prix de la côte étrusque en Italie mais c'est également la première des seize manches de la Coupe de France de cyclisme sur route 2014,.

### Parcours
Long de 139,7 km, le parcours est raccourci d'une dizaine de kilomètres par rapport aux années précédentes puisque le col de l'Espigoulier sera monté par Auriol et non par Le Sambuc. Au départ d'Allauch la course commence en légère montée vers Le Terme et traverse par la suite le massif de la Sainte-Baume. À 80 km de l'arrivée intervient le col du Pas de la Couelle (7,3 km à 4,3 %) également surnommée le petit Galibier, avant une descente vers le pied du col de l'Espigoulier. Celui-ci, long de 14 km à 4,6 %, sera le point culminant de la course, avec son sommet situé à 55 km de la ligne finale, et sera suivi d'une longue descente vers Gémenos. S'ensuivront les ascensions de la côte des Bastides (3,4 km à 2,8 %) et du col de la Gineste (5 km à 4,5 %) situés respectivement à 30 km et 10 km de l'arrivée. Celle-ci sera tracée après une descente de quelques kilomètres et une longue ligne droite ou sera jugée l'arrivée devant le stade Vélodrome sur le boulevard Michelet de Marseille,,.

### Équipes
Classé en catégorie 1.1 de l'UCI Europe Tour, le Grand Prix d'ouverture La Marseillaise est par conséquent ouvert aux UCI ProTeams dans la limite de 50 % des équipes participantes, aux équipes continentales professionnelles, aux équipes continentales et aux équipes nationales.
L'organisateur a communiqué la liste des équipes invitées le 13 décembre 2013,. Dix-hit équipes participent à ce Grand Prix d'ouverture La Marseillaise - cinq ProTeams, sept équipes continentales professionnelles et six équipes continentales :
| UCI ProTeams     | UCI ProTeams | UCI ProTeams |
| Nom de l'équipe  | Pays         | Code         |
| ---------------- | ------------ | ------------ |
| AG2R La Mondiale | France       | ALM          |
| Europcar         | France       | EUC          |
| FDJ.fr           | France       | FDJ          |
| Giant-Shimano    | Pays-Bas     | GIA          |
| Lotto-Belisol    | Belgique     | LTB          |

| Équipes continentales professionnelles | Équipes continentales professionnelles | Équipes continentales professionnelles |
| Nom de l'équipe                        | Pays                                   | Code                                   |
| -------------------------------------- | -------------------------------------- | -------------------------------------- |
| Bretagne-Séché Environnement           | France                                 | BSE                                    |
| Caja Rural-Seguros RGA                 | Espagne                                | CJR                                    |
| CCC Polsat Polkowice                   | Pologne                                | CCC                                    |
| Cofidis                                | France                                 | COF                                    |
| IAM                                    | Suisse                                 | IAM                                    |
| Topsport Vlaanderen-Baloise            | Belgique                               | TSV                                    |
| Wanty-Groupe Gobert                    | Belgique                               | WGG                                    |

| Équipes continentales   | Équipes continentales | Équipes continentales |
| Nom de l'équipe         | Pays                  | Code                  |
| ----------------------- | --------------------- | --------------------- |
| An Post-ChainReaction   | Irlande               | SKT                   |
| BigMat-Auber 93         | France                | BIG                   |
| La Pomme Marseille 13   | France                | LPM                   |
| Roubaix Lille Métropole | France                | RLM                   |
| Verandas Willems        | Belgique              | WIL                   |
| Wallonie-Bruxelles      | Belgique              | WBC                   |

### Favoris
Un des principaux favoris de cette édition est le Français Samuel Dumoulin (AG2R La Mondiale) deuxième en 2013, vainqueur 2012 et double tenant du titre de la Coupe de France. Un autre favori est l'Allemand John Degenkolb (Giant-Shimano),.
Du côté des autres hommes rapides au sprint il faudra surveiller les Français Romain Feillu (Bretagne-Séché Environnement), Julien Simon (Cofidis), Bryan Coquard (Europcar), le tenant du titre Justin Jules (La Pomme Marseille 13), Tony Gallopin (Lotto-Belisol) et Rudy Barbier (Roubaix Lille Métropole), le Belge Tom Van Asbroeck (Topsport Vlaanderen-Baloise) et le Néerlandais Wesley Kreder (Wanty-Groupe Gobert).
Cependant d'autres coureurs pourront tirer leur épingle du jeu comme les Français Romain Bardet (AG2R La Mondiale), Brice Feillu (Bretagne-Séché Environnement), Yoann Bagot (Cofidis), Thibaut Pinot et Arthur Vichot (FDJ.fr), Warren Barguil (Giant-Shimano), Sylvain Chavanel (IAM) et Rémy Di Grégorio (La Pomme Marseille 13), l'Italien Davide Rebellin (CCC Polsat Polkowice) et le Néerlandais Michel Kreder (Wanty-Groupe Gobert),,,.

## Récit de la course
18 équipes inscrivent 8 coureurs sauf la formation belge Lotto-Belisol qui n'en compte que 7. 143 coureurs sont donc au départ de la course.
Après 4 km, cinq coureurs font le trou dont font partie les Français Alexis Gougeard (AG2R La Mondiale), Frédéric Brun (BigMat-Auber 93), Brice Feillu (Bretagne-Séché Environnement) et Thomas Vaubourzeix (La Pomme Marseille 13) accompagnés par le Britannique Mark McNally (An Post-ChainReaction) avant que ce dernier ne lâche toutefois prise rapidement. Le quatuor français compte jusqu'à 5 min à 100 km de la ligne d'arrivée.
Ils abordent le col du Pas de la Couelle (Petit Galibier) avec 2 min 20 s d'avance sur un peloton emmenée par la formation Europcar. Le peloton se scinde en deux quelques instants plus tard avec un premier groupe dans lequel coopèrent les équipes FDJ.fr et Giant-Shimano tandis qu'à l'avant Feillu lâche ses compagnons d'échappés.
Le col de l'Espigoulier intervient quelques kilomètres plus loin alors que le peloton revient sur la tête de course à toute vitesse. Un regroupement a lieu à 40 km de l'arrivée puis à 30 km de la ligne finale, Mikaël Cherel (AG2R La Mondiale) attaque dans la côte des Bastides pour sortir seul. Il possède rapidement 1 min 20 s d'avance sur le peloton à 20 km du terme au moment d'aborder le col de la Gineste. Derrière lui de nombreux coureurs partent en contre comme les Français Arthur Vichot et Thibaut Pinot (FDJ.fr), Romain Bardet (AG2R La Mondiale), Cyril Gautier (Europcar) et Rémy Di Grégorio (La Pomme Marseille 13).
Cherel bascule en tête du col de la Gineste devant un groupe de poursuivants comprenant toujours Vichot et Pinot mais aussi les Français Hubert Dupont (AG2R La Mondiale) et Yannick Martinez (Europcar) et le Belge Romain Zingle (Cofidis). À 5 km de l'arrivée, Cherel possède encore 30 s d'avance sur un groupe d'une quinzaine de coureurs dont font partie quelques-uns de ses coéquipiers mais aussi un grand contingent de coureurs de la formation FDJ.fr et 1 min sur le peloton bien plus fourni. Il perd cependant du terrain et de ce fait les poursuivants tout comme le peloton se rapproche avant effectuer la jonction générale peu après la flamme rouge.
Le peloton se prépare à un sprint massif d'environ quatre-vingt coureurs qui est remporté par le Belge Kenneth Vanbilsen (Topsport Vlaanderen-Baloise). Il devance son compatriote Baptiste Planckaert (Roubaix Lille Métropole) et le Français Samuel Dumoulin (AG2R La Mondiale),,,.

## Classement final
|    | Coureur             | Pays      | Équipe                      |    | Temps           |
| -- | ------------------- | --------- | --------------------------- | -- | --------------- |
| 1  | Kenneth Vanbilsen   | Belgique  | Topsport Vlaanderen-Baloise | en | 3 h 34 min 18 s |
| 2  | Baptiste Planckaert | Belgique  | Roubaix Lille Métropole     | +  | m.t             |
| 3  | Samuel Dumoulin     | France    | AG2R La Mondiale            |    | m.t             |
| 4  | John Degenkolb      | Allemagne | Giant-Shimano               |    | m.t             |
| 5  | Arthur Vichot       | France    | FDJ.fr                      |    | m.t             |
| 6  | Julien Simon        | France    | Cofidis                     |    | m.t             |
| 7  | Laurent Pichon      | France    | FDJ.fr                      |    | m.t             |
| 8  | Peio Bilbao         | Espagne   | Caja Rural-Seguros RGA      |    | m.t             |
| 9  | Evaldas Šiškevičius | Lituanie  | La Pomme Marseille 13       |    | m.t             |
| 10 | Romain Bardet       | France    | AG2R La Mondiale            |    | m.t             |

## Liste des participants
- Liste de départ complète

| Légende | Légende                                                                              | Légende | Légende                                                    |
| ------- | ------------------------------------------------------------------------------------ | ------- | ---------------------------------------------------------- |
| Num     | Dossard de départ porté par le coureur sur ce Grand Prix d'ouverture La Marseillaise | Pos     | Position à l'arrivée de la course                          |
|         | Indique un maillot de champion national ou mondial, suivi de sa spécialité           | NP      | Indique un coureur qui n'a pas pris le départ de la course |
| AB      | Indique un coureur qui n'a pas terminé la course                                     | HD      | Indique un coureur qui a terminé la course hors des délais |

| La Pomme Marseille 13 LPM | La Pomme Marseille 13 LPM | La Pomme Marseille 13 LPM |
| ------------------------- | ------------------------- | ------------------------- |
| Num                       | Coureur                   | Pos                       |
| 1                         | Justin Jules (FRA)        | 17e                       |
| 2                         | Julien Antomarchi (FRA)   | 84e                       |
| 3                         | Benjamin Giraud (FRA)     | 85e                       |
| 4                         | José Gonçalves (POR)      | 89e                       |
| 5                         | Thomas Rostollan (FRA)    | 36e                       |
| 6                         | Thomas Vaubourzeix (FRA)  | 48e                       |
| 7                         | Evaldas Šiškevičius (LTU) | 9e                        |
| 8                         | Rémy Di Grégorio (FRA)    | 44e                       |

| AG2R La Mondiale ALM | AG2R La Mondiale ALM    | AG2R La Mondiale ALM |
| -------------------- | ----------------------- | -------------------- |
| Num                  | Coureur                 | Pos                  |
| 11                   | Romain Bardet (FRA)     | 10e                  |
| 12                   | Mikaël Cherel (FRA)     | 77e                  |
| 13                   | Samuel Dumoulin (FRA)   | 3e                   |
| 14                   | Hubert Dupont (FRA)     | 62e                  |
| 15                   | Alexis Vuillermoz (FRA) | 79e                  |
| 16                   | Alexis Gougeard (FRA)   | 87e                  |
| 17                   | Hugo Houle (CAN)        | 93e                  |
| 18                   | Blel Kadri (FRA)        | 60e                  |

| FDJ.fr FDJ | FDJ.fr FDJ                  | FDJ.fr FDJ |
| ---------- | --------------------------- | ---------- |
| Num        | Coureur                     | Pos        |
| 21         | Pierrick Fédrigo (FRA)      | 61e        |
| 22         | Anthony Geslin (FRA)        | 41e        |
| 23         | Cédric Pineau (FRA)         | 90e        |
| 24         | Laurent Pichon (FRA)        | 7e         |
| 25         | Thibaut Pinot (FRA)         | 53e        |
| 26         | Benoît Vaugrenard (FRA)     | 114e       |
| 27         | Arthur Vichot (FRA) (Route) | 5e         |
| 28         | Émilien Viennet (FRA)       | 56e        |

| Europcar EUC | Europcar EUC              | Europcar EUC |
| ------------ | ------------------------- | ------------ |
| Num          | Coureur                   | Pos          |
| 31           | Giovanni Bernaudeau (FRA) | 46e          |
| 32           | Bryan Coquard (FRA)       | 24e          |
| 33           | Cyril Gautier (FRA)       | 23e          |
| 34           | Romain Guillemois (FRA)   | 110e         |
| 35           | Tony Hurel (FRA)          | 47e          |
| 36           | Fabrice Jeandesboz (FRA)  | AB           |
| 37           | Yannick Martinez (FRA)    | 12e          |
| 38           | Bryan Nauleau (FRA)       | 91e          |

| Cofidis COF | Cofidis COF              | Cofidis COF |
| ----------- | ------------------------ | ----------- |
| Num         | Coureur                  | Pos         |
| 41          | Yoann Bagot (FRA)        | 50e         |
| 42          | Romain Hardy (FRA)       | 73e         |
| 43          | Christophe Laporte (FRA) | HD          |
| 44          | Romain Lemarchand (FRA)  | 37e         |
| 45          | Cyril Lemoine (FRA)      | 72e         |
| 46          | Guillaume Levarlet (FRA) | AB          |
| 47          | Julien Simon (FRA)       | 6e          |
| 48          | Romain Zingle (BEL)      | 21e         |

| BigMat-Auber 93 BIG | BigMat-Auber 93 BIG       | BigMat-Auber 93 BIG |
| ------------------- | ------------------------- | ------------------- |
| Num                 | Coureur                   | Pos                 |
| 51                  | Frédéric Brun (FRA)       | 92e                 |
| 52                  | Flavien Dassonville (FRA) | AB                  |
| 53                  | Pierre Gouault (FRA)      | 88e                 |
| 54                  | Alo Jakin (EST)           | AB                  |
| 55                  | Dimitri Le Boulch (FRA)   | HD                  |
| 56                  | Yannis Yssaad (FRA)       | AB                  |
| 57                  | Steven Tronet (FRA)       | 83e                 |
| 58                  | Théo Vimpère (FRA)        | 45e                 |

| Bretagne-Séché Environnement BSE | Bretagne-Séché Environnement BSE | Bretagne-Séché Environnement BSE |
| -------------------------------- | -------------------------------- | -------------------------------- |
| Num                              | Coureur                          | Pos                              |
| 61                               | Erwann Corbel (FRA)              | 100e                             |
| 62                               | Vegard Stake Laengen (NOR)       | 34e                              |
| 63                               | Romain Feillu (FRA)              | 19e                              |
| 64                               | Clément Koretzky (FRA)           | 51e                              |
| 65                               | Florian Vachon (FRA)             | 28e                              |
| 66                               | Christophe Laborie (FRA)         | AB                               |
| 67                               | Benoît Jarrier (FRA)             | 22e                              |
| 68                               | Brice Feillu (FRA)               | 27e                              |

| Roubaix Lille Métropole RLM | Roubaix Lille Métropole RLM | Roubaix Lille Métropole RLM |
| --------------------------- | --------------------------- | --------------------------- |
| Num                         | Coureur                     | Pos                         |
| 71                          | Rudy Barbier (FRA)          | HD                          |
| 72                          | Timothy Dupont (BEL)        | 113e                        |
| 73                          | Julien Duval (FRA)          | 16e                         |
| 74                          | Franck Vermeulen (FRA)      | 115e                        |
| 75                          | Rudy Kowalski (FRA)         | 39e                         |
| 76                          | Romain Pillon (FRA)         | HD                          |
| 77                          | Jean-Lou Paiani (FRA)       | 15e                         |
| 78                          | Baptiste Planckaert (BEL)   | 2e                          |

| Lotto-Belisol LTB | Lotto-Belisol LTB      | Lotto-Belisol LTB |
| ----------------- | ---------------------- | ----------------- |
| Num               | Coureur                | Pos               |
| 81                | Vegard Breen (NOR)     | 117e              |
| 82                | Sean De Bie (BEL)      | 119e              |
| 83                | Bart De Clercq (BEL)   | 40e               |
| 84                | Tony Gallopin (FRA)    | 26e               |
| 85                | Maxime Monfort (BEL)   | 67e               |
| 86                | Boris Vallée (BEL)     | 112e              |
| 87                | Dennis Vanendert (BEL) | 76e               |
| 88                |                        |                   |

| Giant-Shimano GIA | Giant-Shimano GIA       | Giant-Shimano GIA |
| ----------------- | ----------------------- | ----------------- |
| Num               | Coureur                 | Pos               |
| 91                | Warren Barguil (FRA)    | 63e               |
| 92                | Roy Curvers (NED)       | 66e               |
| 93                | John Degenkolb (GER)    | 4e                |
| 94                | Dries Devenyns (BEL)    | 120e              |
| 95                | Chad Haga (USA)         | 86e               |
| 96                | Tobias Ludvigsson (SWE) | 43e               |
| 97                | Albert Timmer (NED)     | 78e               |
| 98                | Thomas Damuseau (FRA)   | 74e               |

| IAM | IAM                     | IAM |
| --- | ----------------------- | --- |
| Num | Coureur                 | Pos |
| 101 | Sylvain Chavanel (FRA)  | 32e |
| 102 | Jonathan Fumeaux (SUI)  | 35e |
| 103 | Kristof Goddaert (BEL)  | AB  |
| 104 | Sébastien Hinault (FRA) | 20e |
| 105 | Reto Hollenstein (SUI)  | 54e |
| 106 | Patrick Schelling (SUI) | 95e |
| 107 | Matteo Pelucchi (ITA)   | AB  |
| 108 | Jérôme Pineau (FRA)     | 42e |

| Caja Rural-Seguros RGA CJR | Caja Rural-Seguros RGA CJR    | Caja Rural-Seguros RGA CJR |
| -------------------------- | ----------------------------- | -------------------------- |
| Num                        | Coureur                       | Pos                        |
| 111                        | Javier Aramendia (ESP)        | 108e                       |
| 112                        | David Arroyo (ESP)            | 52e                        |
| 113                        | Ángel Madrazo (ESP)           | 107e                       |
| 114                        | Peio Bilbao (ESP)             | 8e                         |
| 115                        | Karol Domagalski (POL)        | 49e                        |
| 116                        | Fernando Grijalba (ESP)       | AB                         |
| 117                        | Rubén Fernández Andújar (ESP) | 65e                        |
| 118                        | Omar Fraile (ESP)             | 94e                        |

| CCC Polsat Polkowice CCC | CCC Polsat Polkowice CCC | CCC Polsat Polkowice CCC |
| ------------------------ | ------------------------ | ------------------------ |
| Num                      | Coureur                  | Pos                      |
| 121                      | Adrian Honkisz (POL)     | 59e                      |
| 122                      | Adrian Kurek (POL)       | 106e                     |
| 123                      | Jacek Morajko (POL)      | 109e                     |
| 124                      | Łukasz Owsian (POL)      | 82e                      |
| 125                      | Maciej Paterski (POL)    | 98e                      |
| 126                      | Davide Rebellin (ITA)    | 25e                      |
| 127                      | Branislau Samoilau (BLR) | 97e                      |
| 128                      | Mateusz Taciak (POL)     | AB                       |

| Topsport Vlaanderen-Baloise TSV | Topsport Vlaanderen-Baloise TSV | Topsport Vlaanderen-Baloise TSV |
| ------------------------------- | ------------------------------- | ------------------------------- |
| Num                             | Coureur                         | Pos                             |
| 131                             | Thomas Sprengers (BEL)          | 75e                             |
| 132                             | Pieter Jacobs (BEL)             | 71e                             |
| 133                             | Preben Van Hecke (BEL)          | 58e                             |
| 134                             | Sander Helven (BEL)             | 102e                            |
| 135                             | Arthur Vanoverberghe (BEL)      | 33e                             |
| 136                             | Eliot Lietaer (BEL)             | 30e                             |
| 137                             | Kenneth Vanbilsen (BEL)         | 1er                             |
| 138                             | Tom Van Asbroeck (BEL)          | 103e                            |

| Verandas Willems WIL | Verandas Willems WIL        | Verandas Willems WIL |
| -------------------- | --------------------------- | -------------------- |
| Num                  | Coureur                     | Pos                  |
| 141                  | Gaëtan Bille (BEL)          | 18e                  |
| 142                  | Willem Wauters (BEL)        | AB                   |
| 143                  | Nicolas Vereecken (BEL)     | 11e                  |
| 144                  | Jelle Mannaerts (BEL)       | 99e                  |
| 145                  | Niels Vandyck (BEL)         | 38e                  |
| 146                  | Olivier Pardini (BEL)       | HD                   |
| 147                  | Walt De Winter (BEL)        | 80e                  |
| 148                  | Jean-Albert Carnevali (BEL) | 105e                 |

| Wallonie-Bruxelles WBC | Wallonie-Bruxelles WBC   | Wallonie-Bruxelles WBC |
| ---------------------- | ------------------------ | ---------------------- |
| Num                    | Coureur                  | Pos                    |
| 151                    | Frédéric Amorison (BEL)  | 70e                    |
| 152                    | Boris Dron (BEL)         | 111e                   |
| 153                    | Olivier Chevalier (BEL)  | 14e                    |
| 154                    | Christophe Prémont (BEL) | 57e                    |
| 155                    | Tom Dernies (BEL)        | 29e                    |
| 156                    | Laurent Évrard (BEL)     | 121e                   |
| 157                    | Sébastien Delfosse (BEL) | 31e                    |
| 158                    | Julien Stassen (BEL)     | 101e                   |

| Wanty-Groupe Gobert WGG | Wanty-Groupe Gobert WGG  | Wanty-Groupe Gobert WGG |
| ----------------------- | ------------------------ | ----------------------- |
| Num                     | Coureur                  | Pos                     |
| 161                     | Björn Leukemans (BEL)    | 68e                     |
| 162                     | Laurens De Vreese (BEL)  | 55e                     |
| 163                     | Jempy Drucker (LUX)      | 64e                     |
| 164                     | Michel Kreder (NED)      | 13e                     |
| 165                     | Wesley Kreder (NED)      | 96e                     |
| 166                     | Jérôme Baugnies (BEL)    | 116e                    |
| 167                     | Jan Ghyselinck (BEL)     | 69e                     |
| 168                     | Frederik Veuchelen (BEL) | 81e                     |

| An Post-ChainReaction SKT | An Post-ChainReaction SKT | An Post-ChainReaction SKT |
| ------------------------- | ------------------------- | ------------------------- |
| Num                       | Coureur                   | Pos                       |
| 171                       | Mark McNally (GBR)        | AB                        |
| 172                       | Jack Wilson (IRL)         | HD                        |
| 173                       | Kevin Claeys (BEL)        | AB                        |
| 174                       | Ryan Mullen (IRL)         | HD                        |
| 175                       | Conor Dunne (IRL)         | 118e                      |
| 176                       | Laurent Vanden Bak (BEL)  | 104e                      |
| 177                       | Wout Franssen (BEL)       | AB                        |
| 178                       | Marcus Christie (IRL)     | AB                        |